# George Smith (futbolista nacido en 1921)
George Smith (Lancashire, 7 de febrero de 1921-Ibídem, 14 de julio de 2013) fue un jugador de fútbol profesional inglés que jugó en la demarcación de delantero.

## Biografía
George Smith fichó por el Manchester City FC en 1938, pero tras el estallido de la Segunda Guerra Mundial no pudo hacer su debut profesional hasta 1946 a los 25 años de edad con el club de Mánchester, equipo en el que permaneció durante cinco temporadas en las que llegó a marcar 75 goles en 166 partidos jugados. En 1951 fue traspasado al Chesterfield FC, donde jugó siete temporadas en las que jugó 250 partidos en los que marcó 98 goles. Tras dejar el club fichó por el Mossley FC, equipo no profesional.
George Smith falleció el 14 de julio de 2013 a los 92 años de edad.

## Clubes
| Club               | País       | Año         | Partidos | Goles |
| ------------------ | ---------- | ----------- | -------- | ----- |
| Manchester City FC | Inglaterra | 1946 - 1951 | 166      | 75    |
| Chesterfield FC    | Inglaterra | 1951 - 1958 | 250      | 98    |